# Hahncappsia conisphora
Hahncappsia conisphora is een vlinder uit de familie van de grasmotten (Crambidae), uit de onderfamilie van de Pyraustinae. De wetenschappelijke naam van deze soort is voor het eerst voorgesteld als Phlyctaenodes conisphora door George Francis Hampson in een publicatie uit 1913.
De soort komt voor in Guatemala (Duenas).